# ヒーナンダニエル
ヒーナン ダニエル（英語名：Daniel Heenan（ダニエル・ヒーナン）、1981年11月17日 - ）は、オーストラリア出身日本の元ラグビー選手。元オーストラリア代表。

## プロフィール
- クイーンズランド州ガットン出身。
- 身長196cm、体重112kg
- 現役時代のポジションはロック(LO)、フランカー(FL)。
- 2014年9月に日本国籍を取得した[1]。
- 7人制日本代表の経験がある[2]。

## 経歴
クイーンズランド大学卒業。2002年にスーパー14のレッズへと入団。2006年から2007年はブランビーズでプレー。2007年より三洋電機ワイルドナイツ(現・埼玉パナソニックワイルドナイツ)に所属しプレーしている。
2016年12月にトップリーグ100試合出場を達成。
2022年、現役を引退した。